# Кашин Олег Володимирович
Оле́г Володи́мирович Ка́шин (рос. Олег Владимирович Кашин) (нар. 17 червня 1980, Калінінград, РРФСР, СРСР) — російський політичний журналіст, письменник. Ведучий авторської програми «Кашин. Гуру» на телеканалі «Дождь» з вересня 2015 року.

## Рання біографія
У березні 2003 року закінчив Балтійську державну академію рибопромислового флоту за фахом «судноводіння на морських шляхах». Кашин двічі ходив у море на вітрильному судні «Крузенштерн», будучи палубним і штурманським практикантом. Учасник міжнародних вітрильних регат.

## Журналістська діяльність
У 2001—2003 роках — спеціальний кореспондент «Комсомольської правди» в Калінінграді. У 2003 році переїхав до  Москви. До 2005 року — кореспондент відділу товариства газети «Комерсант», в 2005 році — спеціальний кореспондент газети «Известия», в 2005—2007 роках — оглядач журналу «Експерт». Працював у виданні «Російський журнал», молодіжній газеті «Re: акція». Був автором рубрики в таблоїді «Твій день», ведучий (разом з  Марією Гайдар) передачі «Чорне та біле» на телеканалі «О2ТВ», співпрацював з журналами «Ведмідь», "Велике місто".

## Конфлікт з ФСО біля Білого дому (2004 рік)
1 червня 2004 року, під час роботи за завданням газети «Комерсант» з підготовки репортажу про акцію «Авангарду червоної молоді» у  будинку уряду в Москві, Олег Кашин зазнав нападу співробітників  Федеральної служби охорони, які, за даними «Комерсанта», завдали йому удари ногами по обличчю і ниркам, вимагаючи видати карту пам'яті фотоапарата, на яку фотокореспондент «Комерсанта» Юрій Мартьянов фіксував акцію. Результатом нападу став струс головного мозку та забої. Прес-служба ФСО заявила, що «В групі порушників, можливо, були присутні журналісти, але своїх посвідчень або акредитаційних карток вони не пред'явили». Пізніше суди не знайшли провини в діях співробітників ФСО.

## Кашин і Україна
|  | Бандера і Шухевич все робили правильно, і їхня боротьба була виправдана. Зрозуміло, це національні герої України, і шкода, що у росіян не було свого Бандери |

 — написав Олег Кашин під час окупації Криму в березні 2014 року.

## Сімейний стан
Одружений, виховує сина.

## Документальні фільми
- 2011 — «Поцілунок Путіна»
- 2014 — «Термін»

## Виноски
1. ↑  Internet Speculative Fiction Database — 1995.
2. 1 2 3 4  Чеська національна авторитетна база даних
3. 1 2  Олег Кашин. tvrain.ru. Архів оригіналу за 16 Квітня 2016. Процитовано 14 березня 2016.
4. 1 2  Он не смог жить без «Крузенштерна». Комсомольская правда. Калининград. 24 липня 2009. Архів оригіналу за 6 Березня 2016. Процитовано 6 листопада 2010.
5. ↑  Олег Кашин (24 квітня 2004). Каноническая автобиография (кратко) (рос.). LiveJournal. Архів оригіналу за 13 листопада 2010. Процитовано 6 листопада 2010.
6. 1 2  Мария Сирош, Василий Бровко (15 лютого 2006). Олег Кашин: «Мне ударили сапогом по губам». Молодёжный сетевой журнал «Среда» (рос.). Архів оригіналу за 12 жовтня 2007. Процитовано 6 листопада 2010.
7. ↑  
ФСО сохранила своё лицо. Коммерсантъ (рос.). 2 червня 2004. Процитовано 6 листопада 2010.
8. ↑  
Иван Тяжлов (3 червня 2004). ФСО избила журналиста, приняв его за простого человека. Коммерсантъ. Процитовано 6 листопада 2010.
9. ↑  Олег Кашин (8 березня 2014). Вот даже скорее для себя (рос.). Эхо Москвы. Архів оригіналу за 1 Липня 2016. Процитовано 19 жовтня 2015.